# Krzysztof Penderecki (film)
Krzysztof Penderecki – biograficzny film dokumentalny z 1968 roku w reżyserii Krzysztofa Zanussiego, poświęcony kompozytorowi Krzysztofowi Pendereckiemu i jego twórczości. Film został nagrodzony Srebrnym Lajkonikiem dla najlepszego filmu telewizyjnego na Krakowskim Festiwalu Filmowym oraz Srebrnym Gołębiem na Międzynarodowym Festiwalu Filmów Dokumentalnych i Animowanych w Lipsku.